# Ella Barnwell

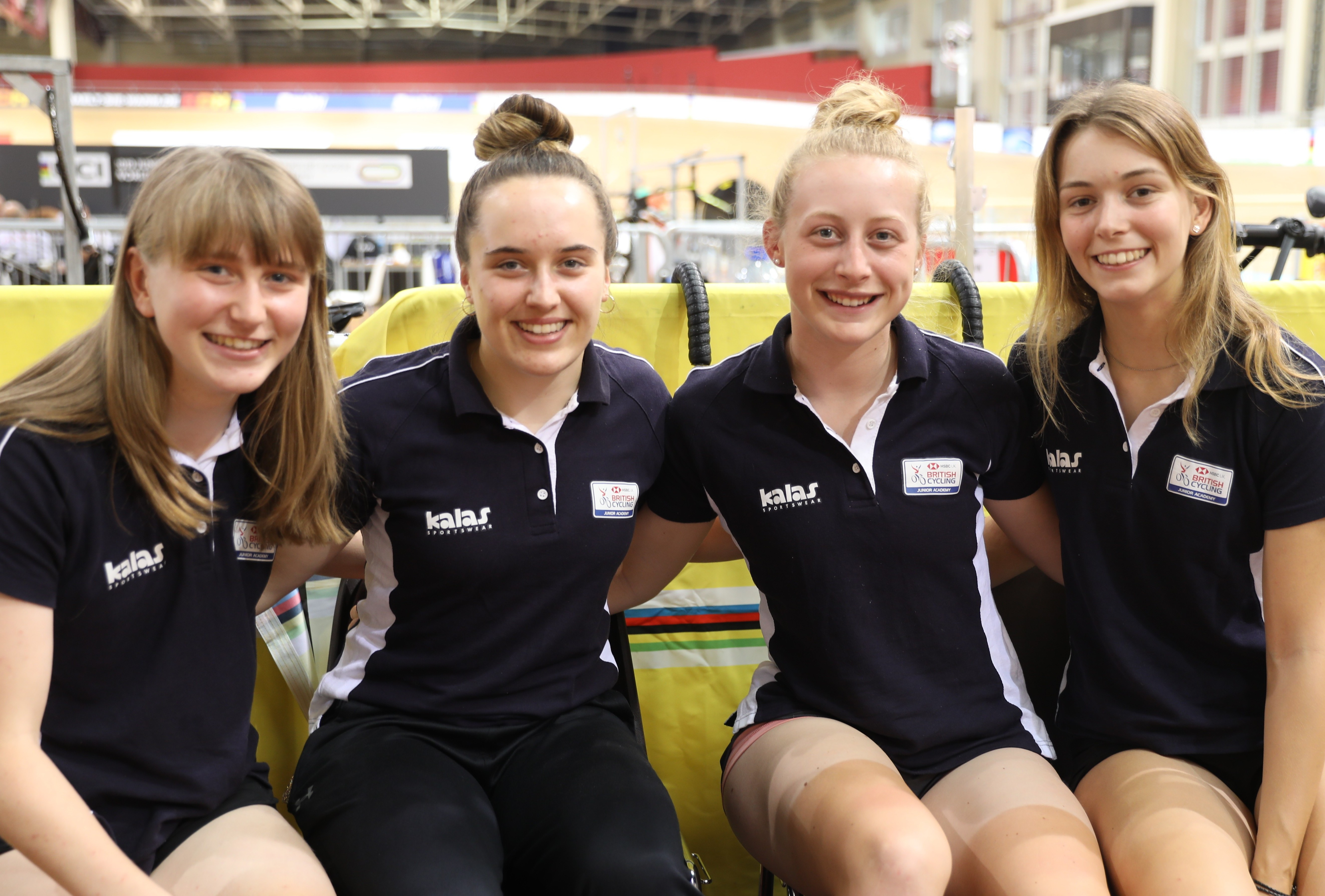
Barnwell (2.v.l.) mit Eluned King, Elynor Bäckstedt und Sophie Lewis (2019)

Ella Barnwell (* 14. Januar 2001 in Carmarthen) ist eine britische Radsportlerin, die auf Straße und Bahn aktiv ist.

## Sportliche Laufbahn
Seit 2012 ist Ella Barnwell als Radsportlerin aktiv. In den folgenden Jahren errang sie nationale Titel auf Bahn und Straße in verschiedenen Altersklassen. 2015 gewann sie das Mädchen-Rennen beim Prudential RideLondon-Surrey Classic.
2018 gewann Barnwell gemeinsam mit Ellie Russell, Elynor Bäckstedt und Pfeiffer Georgi Bronze bei den Junioren-Bahnweltmeisterschaften im schweizerischen Aigle in der Mannschaftsverfolgung. Im Jahr darauf holte sie bei den Junioren-Europameisterschaften in Gent jeweils Silber in Omnium und Mannschaftsverfolgung (mit Elynor Bäckstedt, Sophie Lewis und Eluned King). Bei den Junioren-Weltmeisterschaften in Frankfurt (Oder) holte sie drei Mal Bronze, in Scratch, Omnium und Mannschaftsverfolgung.
2020 wurde Ella Barnwell im Alter von 19 Jahren dreifache britische Meisterin der Elite, in Scratch, Omnium und Mannschaftsverfolgung (mit Anna Docherty, Jenny Holl und Josie Knight). Bei den U23-Europameisterschaften 2021 errang sie mit Sophie Lewis, Eluned King und Abi Smith Silber in der Mannschaftsverfolgung. Bei den U23-Europameisterschaften errang sie jeweils Silber in Einerverfolgung, im Scratch und in der Mannschaftsverfolgung (mit Kate Richardson, Sophie Lewis und Eluned King).

## Erfolge

### Bahn
2018
- Junioren-Weltmeisterschaft – Mannschaftsverfolgung (mit Ellie Russell, Elynor Bäckstedt und Pfeiffer Georgi)

2019
- Junioren-Weltmeisterschaft – Scratch, Omnium, Mannschaftsverfolgung (mit Elynor Bäckstedt, Sophie Lewis und Eluned King)
- Junioren-Europameisterschaft – Omnium, Mannschaftsverfolgung (mit Elynor Bäckstedt, Sophie Lewis und Eluned King)

2020
- Britische Meisterin – Scratch, Omnium, Mannschaftsverfolgung (mit Anna Docherty, Jenny Holl und Josie Knight)

2021
- U23-Europameisterschaft – Mannschaftsverfolgung (mit Sophie Lewis, Eluned King und Abi Smith)

2022
- Britische Meisterin – Scratch
- U23-Europameisterschaft – Einerverfolgung, Scratch, Mannschaftsverfolgung (mit Kate Richardson, Sophie Lewis und Eluned King)

2023
- Britische Meisterin –  Mannschaftsverfolgung (mit Madelaine Leech, Jessica Roberts und Grace Lister)